# Nikolay Sonin
Nikolay Yakovlevich Sonin (22 de fevereiro de 1849 — 27 de fevereiro de 1915) foi um matemático russo.

## Biografia
Ele nasceu em Tula e frequentou a Universidade Lomonosov, onde estudou matemática e física de 1865 a 1869. Seu orientador foi Nikolai Bugaev. Ele obteve um mestrado com uma tese apresentada em 1871, depois lecionou na Universidade de Varsóvia , onde obteve um doutorado em 1874. Foi nomeado para uma cadeira na Universidade de Varsóvia em 1876. Em 1894, Sonin mudou-se para St. Petersburg, onde lecionou na Universidade para Mulheres.
Sonin trabalhou em funções especiais, em particular funções cilíndricas. Por exemplo, a fórmula de Sonine é uma fórmula dada por Sonin para a integral do produto de três funções de Bessel. Ele também é creditado com a introdução dos polinômios de Laguerre associados. Ele também contribuiu para a fórmula de soma de Euler-Maclaurin.

Outros tópicos estudados por Sonin incluem polinômios de Bernoulli e cálculo aproximado de integrais definidas, dando continuidade ao trabalho de Chebyshev sobre integração numérica . Juntamente com Andrey Markov, Sonin preparou uma edição em dois volumes das obras de Chebyshev em francês e russo. Ele morreu em São Petersburgo.